# RPL37
RPL37 (англ. Ribosomal protein L37) – білок, який кодується однойменним геном, розташованим у людей на короткому плечі 5-ї хромосоми. Довжина поліпептидного ланцюга білка становить 97 амінокислот, а молекулярна маса — 11 078.
| 10         |  | 20         |  | 30         |  | 40         |  | 50         |
| ---------- |  | ---------- |  | ---------- |  | ---------- |  | ---------- |
| MTKGTSSFGK |  | RRNKTHTLCR |  | RCGSKAYHLQ |  | KSTCGKCGYP |  | AKRKRKYNWS |
| AKAKRRNTTG |  | TGRMRHLKIV |  | YRRFRHGFRE |  | GTTPKPKRAA |  | VAASSSS    |

A: Аланін

C: Цистеїн

E: Глутамінова кислота

F: Фенілаланін

G: Гліцин

H: Гістидин

I: Ізолейцин

K: Лізин

L: Лейцин

M: Метіонін

N: Аспарагін

P: Пролін

Q: Глутамін

R: Аргінін

S: Серин

T: Треонін

V: Валін

W: Триптофан

Кодований геном білок за функціями належить до рибонуклеопротеїнів, рибосомних білків, фосфопротеїнів. 
Задіяний у такому біологічному процесі, як ацетилювання. 
Білок має сайт для зв'язування з іонами металів, іоном цинку, РНК, рРНК.